# Charles Elliot
Charles Elliot (ur. 1801 w Dreźnie, zm. 9 września 1875 w Exeter) – brytyjski oficer marynarki, dyplomata i administrator kolonialny. Odegrał kluczową rolę w przyłączeniu Hongkongu do brytyjskiego imperium kolonialnego i został de facto pierwszym gubernatorem nowo utworzonej kolonii.
Urodził się w Dreźnie jako syn Hugh Elliota, gubernatora Madrasu; do szkoły uczęszczał w Reading. Gilbert Elliot, 1. hrabia Minto był jego stryjem, a 2. hrabia Minto, także Gilbert – kuzynem.

## Służba w marynarce

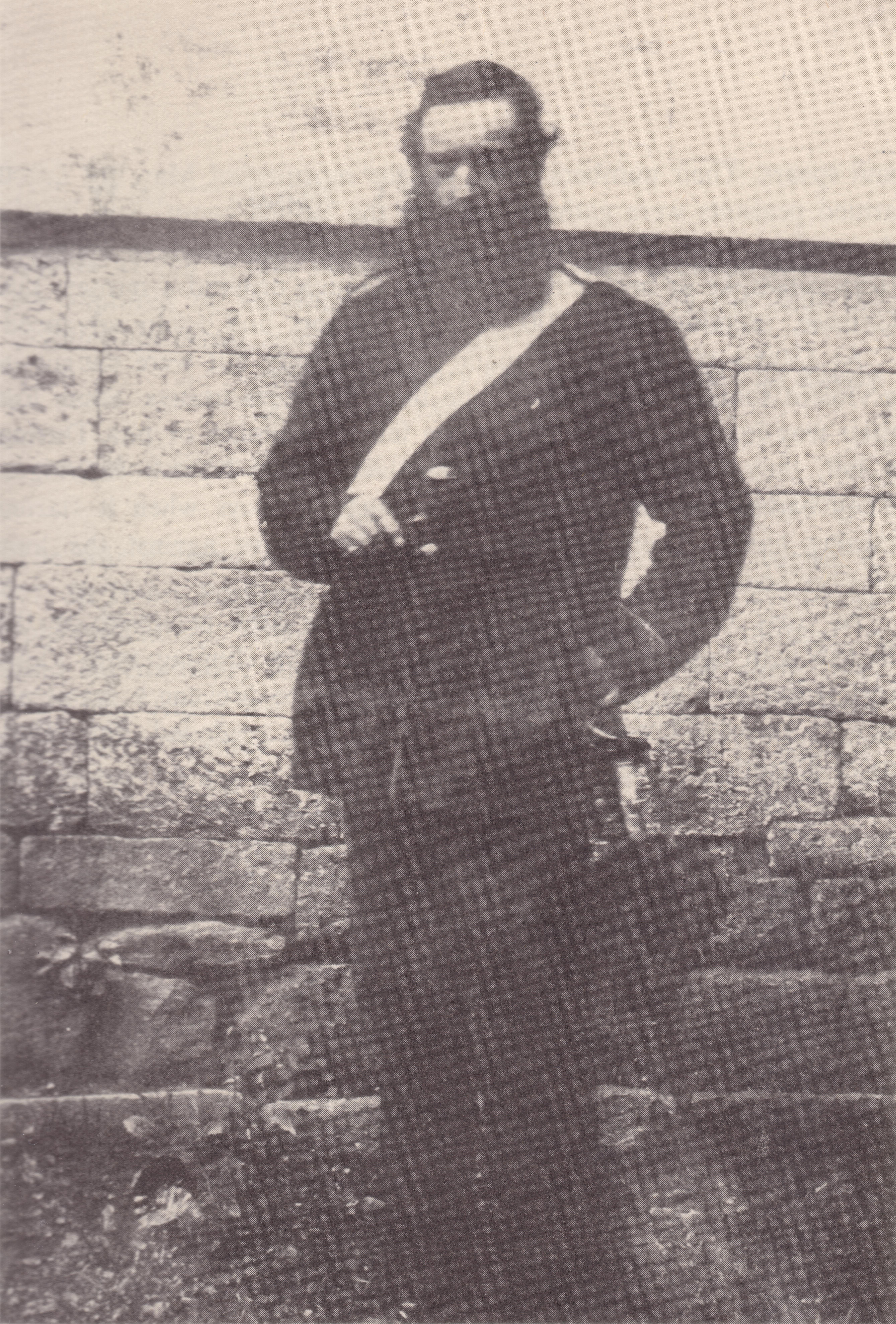
Charles Elliot w mundurze oficerskim

26 marca 1815 wstąpił do Royal Navy jako ochotnik pierwszej klasy, służąc na pokładzie okrętu liniowego HMS „Leviathan” (74 działa) na Morzu Śródziemnym; w 1816 został midszypmenem na 74-działowym HMS „Minden” i uczestniczył w bombardowaniu Algieru w 1816, a następnie służył w Indiach Wschodnich przez cztery lata. W latach 1820–1822 służył kolejno na pokładzie kutra „Sterling”, okrętu liniowego HMS „Queen Charlotte” (100 dział) w Portsmouth i fregaty „Iphigenia” (42 działa), u wybrzeży Afryki.
11 czerwca 1822, podczas służby na HMS „Myrmidon” (20 dział) awansowany na stopień porucznika i osiem dni później przeniesiony ponownie na „Iphigenię”. 22 marca przeszedł na HMS „Hussar”, na którym wypłynął na Jamajkę. 19 czerwca 1825 mianowany dowódcą szkunera „Union”, a 25 sierpnia – szkunera „Renegade”. 1 czerwca 1826 pełnił obowiązki dowódcy okrętu szpitalnego „Serapis”, by 14 kwietnia 1827 objąć dowództwo okrętu szpitalnego „Magnificent” w Port Royal. Po późniejszej służbie na HMS „Bustard” i HMS „Harlequin”, został 28 sierpnia 1828 awansowany na komandora (post-captain), ale przeszedł do rezerwy i od tego czasu pracował w dyplomacji.
W późniejszym okresie był kilkukrotnie awansowany, ale stopnie te miały charakter honorowy i nie wiązały się z aktywną służbą: 2 maja 1855 został kontradmirałem, 15 stycznia 1861 – wiceadmirałem, by 12 września 1865 otrzymać stopień admiralski.

## Służba dyplomatyczna
W latach 1830–1833 pełnił funkcję urzędnika nadzorującego uwalnianie i ochronę niewolników (protector of slaves) w Gujanie.
W 1834 roku został sekretarzem Superintendenta Brytyjskiego Handlu w Chinach, a w 1837 roku sam objął to stanowisko. Wiązało się to z rozwiązaniem Brytyjskiej Kompanii Wschodnioindyjskiej i przejęciem nadzoru nad uwolnionym z monopolu Kompanii handlem przez urzędników państwowych, którzy w opinii rządu brytyjskiego winni nawiązać równorzędne relacje z odpowiednimi przedstawicielami władz lokalnych. Chińscy gubernatorzy Kantonu odmówili jednak bezpośrednich kontaktów z „barbarzyńcami”, nalegając, by wszystkie kontakty odbywały się, jak dotąd, za pośrednictwem kupców z gildii Kohong.
Spory formalne pogłębiały narastające istniejące problemy ekonomiczne. Brytyjczycy importowali z Chin wielkie ilości herbaty, płacąc wyłącznie srebrem; dla zrównoważenia deficytu handlowego rozpoczęli eksport do Chin opium. Gwałtownie wzrastający za czasów panowania cesarza Daoguanga import narkotyku i związany z nim odpływ pieniądza, zaniepokoił dwór, który zakazał wwozu opium. Handel był jednak zbyt zyskowny, a jego delegalizacja, paradoksalnie, zwiększyła zyski lokalnych urzędników chińskich, którzy zamiast pobierać cła dla państwa, pobierali wyłącznie łapówki dla siebie. Poprzednicy Elliota – George Best Robinson i John Francis Davis – przyjęli zasadę cichej akceptacji chińskiej postawy odrzucania oficjalnych kontaktów i traktowania obcych dyplomatów jako podrzędnych „wodzów barbarzyńskich”, w zamian za cichą akceptację przemytu na teren Chin wielkich ilości opium.
Po objęciu przez niego stanowiska superintendenta, Elliotowi udało się nawiązać bezpośrednio kontakt z gubernatorem Kantonu, dzięki użyciu chińskiej formy petycji; naraziło go to na naganę ze strony lorda Palmerstona, który zaznaczył konieczność dążenia do kontaktów równorzędnych. Taka jednak forma komunikacji została odrzucona przez Chińczyków; Elliot doszedł do wniosku, że równorzędne traktowanie da się wymusić jedynie siłą.
Cesarz Daoguang wysłał równocześnie nieprzekupnego urzędnika Lina Zexu, by położył kres przemytowi opium. Lin wymusił na kupcach europejskich wydanie zapasów opium; Elliot, jako przedstawiciel rządu brytyjskiego, wydał 20 283 skrzynie opium, ale odmówił podpisania zobowiązania, zakazującego importu w przyszłości i zakazał kupcom podpisania takich zobowiązań. Ostatecznie konflikt doprowadził do, zwycięskiej dla Wielkiej Brytanii, I wojny opiumowej. W czasie wojny Elliot bezpośrednio kierował brytyjskimi działaniami w delcie Rzeki Perłowej z pokładu „Nemesis”.

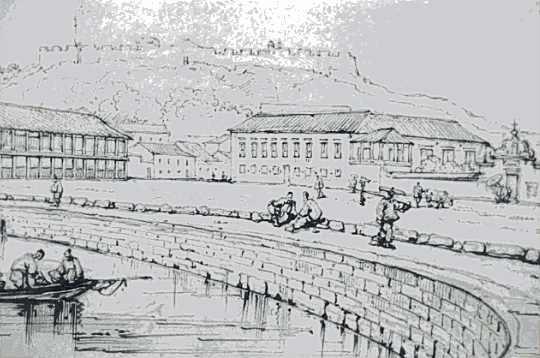
Dom Elliota w Makau

Na podstawie uzgodnionej 20 stycznia 1841 roku między Elliotem i Qishanem (generalnym gubernatorem Guangxi i Guangdongu), ale nigdy nie ratyfikowanej Konwencji z Chuenpi, na polecenie Elliota, komodor sir George Brennan przejął wyspę Hongkong w posiadanie brytyjskie 26 stycznia. 2 lutego Elliot proklamował przejęcie Hongkongu jako kolonii korony i objęcie rządów nad nią (tj. de facto, jeśli nie de iure stanowiska gubernatora) przez Superintendenta Handlu w imieniu Jej Królewskiej Mości; wszyscy Brytyjczycy mieli podlegać prawu brytyjskiemu, Chińczycy – chińskiemu (z wyjątkiem stosowania tortur). Ze względu na brak uznania Konwencji z Chuenpi przez obydwa rządy, proklamacja Elliota i wynikające z niej działania były prawnie wątpliwie, niemniej jej postanowienia zostały zatwierdzone przez podpisany w 1841 roku traktat nankiński.
Od sierpnia 1841 do czerwca 1846 roku był konsulem generalnym rządu Jej Królewskiej Mości w Republice Teksasu. W późniejszych latach Charles Elliot pełnił funkcję gubernatora Bermudów od sierpnia 1846 do 1854 roku, potem (do października 1854) gubernatora i dowódcy sił brytyjskich w Trynidadzie. W maju 1863 roku został mianowany gubernatorem wyspy Świętej Heleny.
W 1828 roku ożenił się z Clarą Windsor, córkę Roberta Harleya Windsora. W 1856 roku uszlachcony i mianowany komandorem Orderu Łaźni.

## Upamiętnienie
Dolina Glenealy w centralnym Hongkongu była pierwotnie znana jako Elliot’s Valley (dolina Elliota). Imię jego nosi Port Elliot w Australii. W powieści Tai-Pan Jamesa Clavella Charles Elliot przedstawiony jest pod postacią Wiliama Longstaffa.